# Noctubourgognea glottuloides
Noctubourgognea glottuloides là một loài bướm đêm thuộc họ Noctuidae. Nó được tìm thấy ở Valparaíso ở Chile.
Sải cánh dài 39–41 mm. Con trưởng thành bay từ tháng 1 đến tháng 3.